# Lilleküla (Elva)
Lilleküla is een plaats in de Estlandse gemeente Elva, provincie Tartumaa. De plaats heeft de status van dorp (Estisch: küla) en telt 32 inwoners (2021). De naam betekent ‘Bloemendorp’.
Lilleküla heet pas zo sinds 6 december 2019. Voor die tijd heette het dorp Kureküla (‘Kraanvogeldorp’). Het lag tot in oktober 2017 in de gemeente Puhja. In die maand werd Puhja bij Elva gevoegd.
De plaats ligt ten westen van de vlek Ulila.

## Geschiedenis
Lilleküla werd in 1935 onder de naam Kureküla gebouwd als nieuw dorp. In 1977 werd het bij Ulila gevoegd; in 1997 werd het weer een zelfstandig dorp. Op 6 december 2019 kreeg het op verzoek van de inwoners een nieuwe naam. Sinds die dag is de vlek Kureküla de enige plaats in de gemeente die zo heet.